# HD 142
HD 142 é uma estrela binária na constelação de Phoenix. A estrela primária tem uma magnitude aparente visual de 5,7, sendo visível a olho nu em excelentes condições de visualização. De acordo com dados de paralaxe, do segundo lançamento do catálogo Gaia, o sistema está localizado a uma distância de 85 anos-luz (26 parsecs) da Terra.
A estrela primária do sistema é uma estrela de classe F da sequência principal, sendo maior e mais luminosa que o Sol, enquanto a secundária é uma anã de classe K ou M separada da primária por cerca de 100 UA. Em 2001 foi descoberto um planeta extrassolar massivo orbitando a estrela primária com período de 339 dias. Em 2012, um segundo planeta foi descoberto, um análogo a Júpiter com período de cerca de 6 000 dias. Além da órbita dos planetas existe ainda um disco de detritos, detectado por sua emissão infravermelha.

## Sistema estelar

### HD 142 A
A estrela primária do sistema, HD 142 A ou simplesmente HD 142, é uma estrela de classe F da sequência principal com um tipo espectral de F7V. A estrela pode ser levemente evoluída, e uma classificação de G1IV, de subgigante, já foi proposta. No diagrama HR, a estrela encontra-se 0,28 magnitudes acima da sequência principal. Modelos de evolução estelar estimam uma massa de 125% da massa solar e um raio de 138% do raio solar, com uma idade mais provável de 2,6 bilhões de anos. A fotosfera da estrela está brilhando com 2,8 vezes a luminosidade solar e apresenta uma temperatura efetiva de 6 280 K.
Esta estrela tem uma alta metalicidade, a abundância de elementos mais pesados que hélio, com uma proporção de ferro 17% superior à solar ([Fe/H] = 0,07 ± 0,02). A abundância de outros elementos é alta também, e de outros 17 elementos estudados apenas cobre tem uma abundância significativamente inferior à solar (50% da solar, [Cu/H] = -0,29 ± 0,04). Um estudo calculou uma proporção de carbono de 162% da solar, e de oxigênio de 120% da solar, para uma razão C/O igual a 0,78, um valor alto maior que o solar de 0,58. A estrela tem abundâncias de berílio e lítio anormalmente altas, para uma estrela de sua temperatura e idade. A abundância de elementos alfa, como magnésio, titânio e silício, é praticamente igual à abundância de ferro. A estrela segue a tendência de que estrelas com planetas gigantes são mais ricas em metais.
HD 142 A tem um baixo nível de atividade cromosférica, conforme evidenciado por seu índice espectral de atividade (log R′HK = -4,92), por sua estabilidade fotométrica e por sua baixa emissão de raios X. Um baixo nível de atividade é normalmente associado a uma lenta rotação, mas esse não parece ser o caso para HD 142, que tem uma alta velocidade de rotação projetada de 10,4 km/s. A alta velocidade de rotação dificulta a medição precisa da velocidade radial da estrela, resultando em um nível de ruído (jitter) acima do esperado. Essa discrepância leva ainda a estimativas contraditórias para a idade da estrela; a baixa atividade é típica de estrelas mais velhas que o Sol, enquanto a rápida rotação indicaria uma idade de menos de 1,3 bilhões de anos. No entanto, essas calibrações de idade-atividade podem não ser válidas para HD 142 A, que tem um tipo espectral muito quente e parece ser levemente evoluída. A melhor estimativa para sua idade continua sendo a de modelos evolucionários, de 2,6 bilhões de anos.

### HD 142 B
A estrela secundária, HD 142 B, tem uma magnitude aparente visual de 11,5 e é conhecida como uma companheira visual desde 1894, e mais recentemente na década de 2000 foi confirmada como uma companheira física com base em seu movimento próprio, igual ao da estrela primária. Observações fotométricas sugerem que essa estrela tem um tipo espectral entre K8.5 e M1.5 e uma massa próxima de 59% da massa solar. Ela está separada da estrela primária por cerca de 4 segundos de arco, o equivalente a 105 UA à distância do sistema. Essa separação está lentamente diminuindo desde as primeiras observações do sistema, com a estrela secundária se movendo quase na direção da primária, o que é evidência de uma órbita vista de lado com um período de mais de mil anos. Simulações baseadas na pequena fração observada da órbita indicam que ela mais provavelmente tem uma inclinação de 90–100° e um semieixo maior próximo de 150 UA. As observações ainda não permitem estimar a excentricidade; valores entre 0 e 0,3 são igualmente prováveis, enquanto valores maiores têm chance progressivamente menor, mas não são descartados.

### Cinemática
O sistema está se afastando do Sistema Solar com uma velocidade radial de 6 km/s, e possui um alto movimento próprio, o movimento no plano do céu, de 576 mas/a. A velocidade espacial de HD 142, em relação ao sistema local de repouso, é representada pelo vetor (U, V, W) = (-46, -25, 8) km/s, consistente com associação do sistema ao disco fino da Via Láctea, formado por estrelas mais jovens e ricas em metais, incluindo a maioria das estrelas na vizinhança solar. A composição química da estrela primária, em especial a abundância de elementos alfa, também indica associação ao disco fino.

## Sistema planetário
Em 2001 foi anunciada a descoberta de um planeta extrassolar orbitando HD 142, detectado pelo método da velocidade radial como parte do Anglo-Australian Planet Search. A estrela foi observada 27 vezes pelo espectrógrafo UCLES, no Telescópio Anglo-Australiano, entre janeiro de 1998 e outubro de 2001, revelando variações na sua velocidade radial consistentes com a presença de um planeta gigante com período de 339 dias e excentricidade de 0,37. A estrela continuou sendo monitorada pelo UCLES, e conforme novas observações foram feitas, uma tendência linear ficou aparente no conjunto de dados, indicando a presença de um segundo objeto mais afastado no sistema. Uma tentativa inicial de ajustar uma órbita aos dados estimou um período de mais de 10 anos e uma massa de mais de 4 massas de Júpiter (MJ), mas com baixa significância. Em 2012, com um total de 82 dados de velocidade radial de até dezembro de 2011, a órbita do segundo planeta ficou clara e sua existência foi confirmada, enquanto a órbita do primeiro planeta foi refinada.
O primeiro planeta detectado, HD 142 b, é um gigante gasoso com uma massa mínima de 1,25 MJ, situado a uma distância média de 1,02 UA da estrela. Sua órbita tem um período de cerca de 350 dias e uma excentricidade de 0,17. O planeta mais afastado, HD 142 c, também é um gigante gasoso massivo, e com sua longa órbita pode ser considerado um análogo a Júpiter. Na melhor solução orbital, ele tem uma massa mínima de 5,3 MJ, e sua órbita tem um período de aproximadamente 6 000 dias, excentricidade de 0,21 e semieixo maior de 6,8 UA. No entanto, dado seu longo período orbital, maior que o período de observação da estrela, esses valores ainda são bastante incertos. Modelos de probabilidade indicam, por exemplo, que seu período pode ser de até 22 200 dias, e que sua massa mínima deve estar entre 3,7 e 11,6 MJ.
O modelo de dois planetas ainda não apresenta um ajuste satisfatório aos dados de velocidade radial, apresentando resíduos com desvio padrão de 11,2 m/s, um valor maior que o nível de ruído (jitter) estimado para a estrela de 4,45 m/s. Uma possibilidade é que o nível de jitter por atividade estelar foi subestimado, o que é plausível dada a rápida rotação da estrela. Alternativamente, os altos resíduos podem ser evidência de um terceiro planeta no sistema. Análise dos dados de velocidade radial sugerem a presença um possível terceiro sinal com período de 108 dias, que seria causado por um planeta com 0,3 MJ a uma distância de 0,47 UA. No entanto, esse sinal não tem o nível de significância estatística necessário para ser considerado um planeta real. Uma análise da estabilidade do sistema indica que para o planeta de 108 dias existir, sua excentricidade orbital deve ser baixa.
O planeta mais afastado é um alvo promissor para ser observado diretamente por telescópios infravermelhos, dada sua alta massa mínima e alta separação da estrela. Um estudo de 2018, usando observações do sistema pelo instrumento SPHERE, do Very Large Telescope, calculou uma probabilidade de detecção de mais de 5% para o planeta, considerando a incerteza na massa real, mas não conseguiu detectá-lo na separação prevista de 0,3 segundos de arco. Com isso, um limite máximo de 24 MJ foi encontrado para a massa do objeto, correspondendo a uma inclinação orbital entre 14 e 166°. No futuro, é esperado que os dados astrométricos da sonda Gaia e observações diretas pela próxima geração de telescópios consigam detectar facilmente esse objeto.
| Planeta | Massa           | Semieixo maior (UA) | Período orbital (dias) | Excentricidade |
| ------- | --------------- | ------------------- | ---------------------- | -------------- |
| b       | >1,25 ± 0,15 MJ | 1,02 ± 0,03         | 349,7 ± 1,2            | 0,17 ± 0,06    |
| c       | >5,3 ± 0,7 MJ   | 6,8 ± 0,5           | 6005 ± 477             | 0,21 ± 0,07    |

### Disco de detritos
Observações do sistema pelo Telescópio Espacial Spitzer detectaram excesso significativo de radiação infravermelha a 70 μm, em relação à emissão esperada da fotosfera da estrela, indicando a presença de um disco circunstelar de poeira. A não detecção de excesso de emissão a 24 e 32 μm indica que a poeira é relativamente fria e está localizada a mais de 10 UA da estrela. A luminosidade da poeira equivale a no mínimo 0,003% da luminosidade da estrela, e sua temperatura é inferior a 119 K. A poeira provavelmente é produzida pela colisão de planetesimais em uma região análoga ao cinturão de Kuiper, que consiste de material que não conseguiu formar planetas. Não existem correlações conhecidas entre a existência ou propriedades de discos de poeira e a detecção de planetas gigantes; o disco de HD 142 não parece ter relação com os planetas mais próximos da estrela.